# Xabi Irureta
Xabier Iruretagoiena Arantzamendi, conosciuto come Xabi Irureta (Madrid, 21 marzo 1986), è un calciatore spagnolo, portiere svincolato.

## Carriera
Ha sempre giocato nell'Eibar, club con il quale ha debuttato in Liga nella stagione 2014-2015.

## Palmarès

### Club

#### Competizioni nazionali
- Segunda División: 1

Eibar: 2013-2014